# USS LST-313
O USS LST-313 foi um navio de guerra norte-americano da classe LST que operou durante a Segunda Guerra Mundial.